# Centristas Majadahonda
Centristas Majadahonda (CMJ) es un partido político español fundado en esa ciudad madrileña. Se ha presentado y ha obtenido representación institucional en todas las elecciones municipales del municipio desde su creación y, desde el inicio de la democracia, bajo los nombres de UCD y, luego, CDS.

## Historia
El partido nació en el año 2006, pero anteriormente existía bajo las siglas de CDS (durante una época de CDS-UC), desde finales de los setenta. Históricamente siempre fue la tercera fuerza en el Ayuntamiento de Majadahonda, pero la aparición de UPyD le hizo perder bastantes votos. 
El partido responde ante la negativa que tuvo el entonces CDS-UC de Majadahonda ante la integración del partido a nivel estatal en el Partido Popular en enero de 2006. Entonces, al igual que otros pocos municipios españoles, crearon un partido independiente, sucesor del que fuera de Adolfo Suárez en los ochenta. El partido conserva la ideología de su antecesor, el CDS.
Estuvo gobernando el Ayuntamiento de Majadahonda, sin mayoría absoluta, ni siquiera siendo la primera fuerza política, entre 1987 y 1989 con Roberto Rodríguez-Solano Pastrana, gracias a un acuerdo entre CDS y PSOE.

## Actualidad
Su portavoz es, desde la época en el que pertenecía al CDS, Mercedes Pedreira, quien también ocupa el cargo de concejala. En 2015, consiguieron un concejal, convirtiéndose, junto con Izquierda Unida, en la quinta fuerza política en Majadahonda.